# Paul Moore
Paul Moore (Morristown (New Jersey), 15 november 1919 - New York, 1 mei 2003) was een Amerikaans predikant voor de episcopaalse kerk.

## Levensloop
Moore werd geboren in een welvarende familie. Hij vertelde ooit tijdens een interview dat hij onbekend was met het fenomeen armoede totdat zijn familie per limousine eten uitdeelde tijdens de Grote Depressie. Zijn grootvader was een van de oprichters van Bankers Trust en zijn vader was goed bevriend met senator Prescott Bush, de vader en grootvader van twee republikeinse presidenten van Amerika. Zelf hield Moore er meer liberale standpunten op na.
Hij studeerde af aan de Yale-universiteit in 1941 en diende vanaf hetzelfde jaar voor de Amerikaanse marine tot 1945. Hij vocht als pelotonscommandant mee in de Slag om Guadalcanal en raakte daarbij zwaargewond. Aan het eind van de oorlog verliet hij de marine met de rang van kapitein-ter-zee. Hij ging verder met zijn studie en slaagde in 1949 aan de General Theological Seminary in New York. Op 17 december van dat jaar ontving hij zijn inwijding, en als seminarist studeerde hij verder aan de St. Peter's Episcopal Church in Manhattan.
Op 25 januari 1964 werd hij ingewijd als suffragaanbisschop van Washington D.C. Na vijf jaar kwam hij terug naar New York waar hij in 1969 werd gekozen tot hulpbisschop en op 23 september 1972 werd geïnstalleerd als dertiende bisschop van het episcopaalse bisdom van New York.
Moore stond bekend als een vrijdenker. Ideologisch stond hij hierdoor meer dan eens tegenover zijn Rooms-katholieke tegenhanger in New York, bisschop John Joseph O'Connor, bijvoorbeeld over het vraagstuk van homorechten. Hij was al vroeg een voorstander van de inwijding van vrouwelijke en homoseksuele priesters, en verrichtte deze. Verder stelde hij zijn kerk open voor liturgische dansbijeenkomsten, het Big Apple Circus, een Bijbelse tuin inclusief loslopende pauwen en bood hij demonstranten onderdak bij protesten tegen racisme en kernwapenontmanteling.
In 1989 ging hij met pensioen, maar hij zocht ook nadien de preekstoel nog geregeld op. Toen hij kort voor zijn dood op 23 maart al ziek was, hield hij voor de kerkgemeenschap bijvoorbeeld nog een vurige preek over zijn weerzin tegen de Irakoorlog.

## Erkenning
Voor zijn dienst aan de Amerikaanse marine werd Moore geëerd met een Navy Cross, een Silver Star en een Purple Heart.
In 1991 kende het Franklin and Eleanor Roosevelt Institute hem de Four Freedoms Award voor godsdienstvrijheid toe.